# Erstling (Radar)

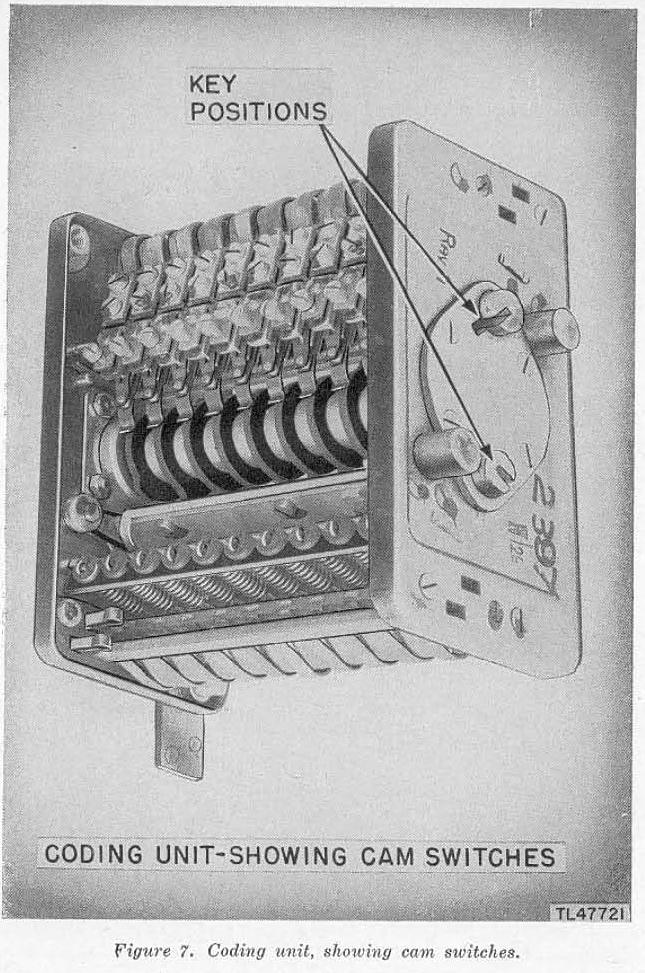
Erstling-Codegeber

Das Bordfunkgerät FuG 25a Erstling wurde im Zweiten Weltkrieg ab 1941 in Maschinen der Luftwaffe eingebaut, um den eigenen Radarstationen eine Freund-Feind-Erkennung zu ermöglichen. Die Entwicklung der Firma GEMA empfing die Impulse der deutschen Freya- oder Würzburg-Radarstationen und antwortete daraufhin mit einem festgelegten Signal. Das FuG 25a wurde später zentraler Bestandteil des EGON-Jägerleitverfahrens.

## Verwendung
Das Erstling-Kennungsgerät wurde von der Bodenstation durch Umschaltung der Impuls-Wiederholfrequenz von 3750 Hz auf 5000 Hz aktiviert. Das Gerät antwortete daraufhin der Radarstation auf 156 MHz mit einem einprogrammierten Morsecode. Als Codegeber diente ein motorbetriebenes Nockenschaltwerk. Dieses war mit zwei Kodierschlüsseln versehen, die jeder einen zehn Bit langen Code darstellten. Für den Einsatz zusammen mit Würzburg-Geräten waren Zusatzgeräte nötig: ein Abfragesender mit dem Decknamen Q-Gerät (Kuh) und der Kennungsempfänger Gemse.

## Gegenmaßnahmen
Im Sommer 1944 wurden die ersten britischen Mosquitos mit dem Gerät Perfectos ausgerüstet, das die FuG 25a aktivierte und damit deren Ortung ermöglichte. Die Verwendbarkeit des Erstling wurde damit erheblich eingeschränkt, da die deutschen Nachtjäger-Besatzungen als Gegenmaßnahme die Erstling-Geräte ausschalten mussten.

## Technische Daten
- Empfänger: 125 MHz (Freya) und 550–580 MHz (Würzburg)
- Empfindlichkeit: 2 mV
- Sender: 156 MHz
- Sendeleistung: 0,2 Watt
- Aktivierung: Radarimpulse mit 5000 Hz
- Schlüssel: 2 mal 10 Bit
- Reichweite: 40 km (FuG 25) und 270 km (FuG 25a)

|                     | FuG 25                 | FuG 25a                                                     |
| ------------------- | ---------------------- | ----------------------------------------------------------- |
| Empfangsfrequenz    | 560 MHz                | 125 ±8 MHz                                                  |
| Sendefrequenz       | 156 MHz                | 156 MHz                                                     |
| Sendeleistung       | unbekannt              | 400 W (PEP)                                                 |
| Strom               | 4 A DC                 | 4 A DC                                                      |
| Versorgungsspannung | 24 V DC                | 24 V DC                                                     |
| Gewicht             | 11 kg                  | 17 kg                                                       |
| Röhrenbestückung    | 6 × RV12P2000, 1 × LD1 | 7 × RV12P2000, 1 × RG12D60, 2 × LD1, 1 × LS50.              |
| Reichweite          | 72 km (40 Meilen)      | ca. 80 % der optischen Sichtweite, max. 270 km (150 Meilen) |

## Sicherungsmaßnahmen
Die deutsche Luftwaffe war bekannt dafür, dass an sensiblen Geräten wie diesem kleine Sprengladungen angebracht waren. Diese sollten eine Selbstzerstörung der Anlage ermöglichen, bevor sie von den Alliierten erbeutet werden konnte. Eine kleine Zündschnur erlaubte es der Besatzung, sich rechtzeitig in Sicherheit zu bringen.